# Pseudobunaea
Pseudobunaea este un gen de molii din familia Saturniidae. 

## Specii
- Pseudobunaea alinda (Drury, 1782)
- Pseudobunaea barnsi Bouvier, 1930
- Pseudobunaea bjornstadi Bouyer, 2006
- Pseudobunaea callista (Jordan, 1910)
- Pseudobunaea cleopatra (Aurivillius, 1893)
- Pseudobunaea cyrene (Weymer, 1909)
- Pseudobunaea dayensis Rougeot, Bourgogne & Laporte, 1991
- Pseudobunaea deaconi Stoneham, 1962
- Pseudobunaea epithyrena (Maassen & Weyding, 1885)
- Pseudobunaea heyeri (Weymer, 1896)
- Pseudobunaea illustris Weymer, 1901
- Pseudobunaea immaculata Bouvier, 1930
- Pseudobunaea inornata (Sonthonnax, 1901)
- Pseudobunaea irius (Fabricius, 1793)
- Pseudobunaea melinde (Maassen & Weyding, 1885)
- Pseudobunaea meloui (Riel, 1910)
- Pseudobunaea morlandi (Rothschild, 1907)
- Pseudobunaea natalensis (Aurivillius, 1893)
- Pseudobunaea orientalis Rougeot, 1972
- Pseudobunaea pallens (Sonthonnax, 1901)
- Pseudobunaea parathyrrhena (Bouvier, 1927)
- Pseudobunaea redlichi (Weymer, 1901)
- Pseudobunaea tyrrhena (Westwood, 1849)
- Pseudobunaea vingerhoedti Bouyer, 2004